# Velia Marmolejo Fat
Velia Marmolejo Fat, seudónimo de Velia Fat Marmolejo (El Oro, México, 31 de octubre de 1917 - ibidem, 27 de abril de 2010), fue una escritora mexicana que destacó por sus cuentos dramáticos.

## Biografía
La hija mayor del comerciante cantonés José C. Fat, quien llegó a México en 1908, con el nombre de Chiu Sam Chim, y a El Oro en 1912, y de la michoacana María Marmolejo Vanegas. Fue una ávida lectora desde la niñez y a los 13 años, luego de la muerte de su madre, comenzó a volcar en papel sus emociones y sentimientos. 
A principios de la década de los treinta invirtió sus apellidos para firmar sus primeros cuentos en la revista México al Día. Más adelante, El Sol de Toluca y El Universal también abrieron sus páginas a esta joven inquieta y pronto llegarían algunos reconocimientos y premios. En 1945 se casó con el profesor Gabino Escalante Arreola, con quien tuvo siete hijos, dos de ellos fallecidos prematuramente. 
En 1947 publicó su primer libro de cuentos, La Gran Curiosidad, editado por la Escuela de Artes y Oficios de Toluca y bien acogido por la comunidad cultural mexiquense.
En 1967, ganó los Juegos Florales en Zacatecas, con su cuento Tiempo de Mirasoles, que da título a su segundo libro, publicado en 2003.
Incursionó en el servicio social –dentro y fuera de las instituciones–, la política y la enseñanza, convirtiéndose en maestra de muchas generaciones en la Secundaria Federal y en la Normal de Atlacomulco, así como en la Secundaria Técnica de El Oro. Fue síndico del Ayuntamiento de El Oro en el periodo 1970-1972.
Murió en El Oro el 27 de abril de 2010 de causas naturales a los 92 años de edad. Por el centenario de su natalicio, su familia editó una selección de sus dos libros más siete escritos inéditos, titulada Textos Escogidos, una antología preparada desde 2014, cuando se presentó en el primer Foro de Historia y Cultura de El Oro.

## Distinciones
- Ganadora de los Juegos Florales de Zacatecas en la categoría de narrativa en su versión de 1967.
- El ayuntamiento de su pueblo natal decidió poner el nombre de la reconocida escritora a una de sus calles.
- Opinión de Gabriela Mistral. Fragmento de una carta personal que la escritora Gabriela Mistral le envió a Velia Marmolejo Fat como resultado de haber leído su primer libro:

```
Mi alegría vino de leer algo que rara vez hallo, la prosa rítmica, y por el ritmo, muy viva, vivísima.

Es muy rara de hallar. La gente ha olvidado la receta del ritmo, la ha perdido. Me gustó mucho,

finalmente, sentir a sus personajes y hallarlos tan mexicanos, ¡tanto!

    
Porque usted tiene el sentido del misterio en lo doméstico, en lo diario y corriente...

La saludo con afecto, su compañera...

                                   
Gabriela Mistral (1950)
```

## Libros publicados
- La Gran Curiosidad (México, 1947)
- Tiempo de Mirasoles (México, 2003)
- Textos Escogidos (México, 2017)